# 吉岡瑞希
吉岡 瑞希（よしおか みずき）は、日本の女性歌手。愛知県出身。血液型はO型。VARIETY OF TOYS RECORDに所属。
愛称はみずぴょん。

## 略歴

### 高城あかね時代～活動休止まで
- 2013年8月7日 車道3STARにて高城あかね名義で初のステージデビュー。
- 2015年12月21日 【高城あかね卒業式～立つタヌキも跡は濁さないぜ！～】にて活動を休止。
- 2016年10月10日 【高城あかね おかえりSP】で活動再開。

### 流星★ファンタジア時代
- 2016年12月29日 流星★ファンタジアのメンバーとして初ライブ。吉岡瑞希に改名。
- 2017年4月12日 流星★ファンタジア脱退しソロとして活動を開始する。

### 吉岡瑞希時代
- 2017年10月28日 VARIETY OF TOYS RECORDに移籍し、1st Single 「あたし晴れるかな」リリース。

## 人物

### 歌手として
いわゆる「地下アイドル」として活動していたが、吉岡瑞希名義でソロ活動を始めてからはオリジナル曲を中心にライブを行っている。
作詞も担当することもある。

### 人物的特徴・エピソード
明るく元気な性格だが、度が過ぎるおとぼけぶりを発揮することが多い。
喋るのが下手。
弊害としてライブのMCの内容が全く伝わらず照明を落とされる事もあった。
現在ではニコニコ生放送で定期的に放送をしている。